# أتاكو
أتاكو هي بلدة وبلدية في إدارة توليما في كولومبيا، بلغ عدد سكان البلدية 13،470 في تعداد 2018.
اتُهمت الدولة الكولومبية بارتكاب انتهاكات لحقوق الإنسان في أتاكو.